# Lambda News
Lambda News fue una revista chilena publicada entre 1995 y 2004, siendo la primera publicación dirigida especialmente al público LGBT en el país.

## Historia
El primer número de Lambda News apareció en enero de 1995, y su publicación fue de carácter mensual destinada a un público LGBT adulto. Su creación estuvo a cargo del Centro Lambda Chile, fundado en 1993 por Luis Gauthier y Roberto Pablo para generar difusión sobre la prevención y atención del VIH/SIDA.
Una de las características de la revista fue el uso de un lenguaje más lúdico e incluso irónico a la hora de presentar informaciones, a diferencia de la prensa escrita tradicional que utilizaba un lenguaje netamente formal. Mediante los lazos establecidos entre el Centro Lambda y la Comisión Nacional del Sida (Conasida, creada por el Ministerio de Salud de Chile en 1996), Lambda News intensificó la entrega de información respecto del VIH y sus maneras de prevención y abordaje médico. La revista también contenía una guía de locales de esparcimiento para la comunidad LGBT, incluyendo bares, restaurantes y discotecas.
Hacia el año 2001 la revista imprimía 3000 ejemplares mensuales. Publicó su última edición en 2004.